# Ion Pleșca
Ion Pleșca (n. 1957) este un jurist și politician moldovean, deputat în Parlamentul Republicii Moldova, ales în Legislatura 2005-2009 pe listele partidului Blocul electoral Moldova Democrată și apoi în 2009 din partea AMN.
Prin Decretul Președintelui RM nr. 208-VI din 20 iulie 2011 a fost numit, prin transfer, în funcția de judecător la Curtea de Apel Chișinău. Prin Decretul Președintelui RM nr. 228-VI din 27 iulie 2011 numit în funcția de președinte al Curții de Apel Chișinău, pe un termen de 4 ani.
Între 15 iunie 1990 și 27 decembrie 2001 a fost președinte al Judecătoriei Botanica, mun. Chișinău.